# 6188 Robertpepin
A 6188 Robertpepin (ideiglenes jelöléssel 1988 SW2) a Naprendszer kisbolygóövében található aszteroida. Schelte J. Bus fedezte fel 1988. szeptember 16-án.